# 施宿
施宿（生年不詳—卒年不詳），字武子，南宋长兴人。
施元之之子。绍熙四年進士。慶元二年任余姚县令，“興廢舉墜，加意風教，市田置書，教誨學者”，任上親率百姓修築海堤，“建莊田二千畝，以備修堤之役”，離任時，父老载道恳留。後通判會稽，刻《禹廟碑譜》，知盱眙軍。又“留心金石，辨證訓釋詳備”。著有《嘉泰會稽志》二十卷、《施顧注蘇詩》四十二卷。